# Synagoge Bunde

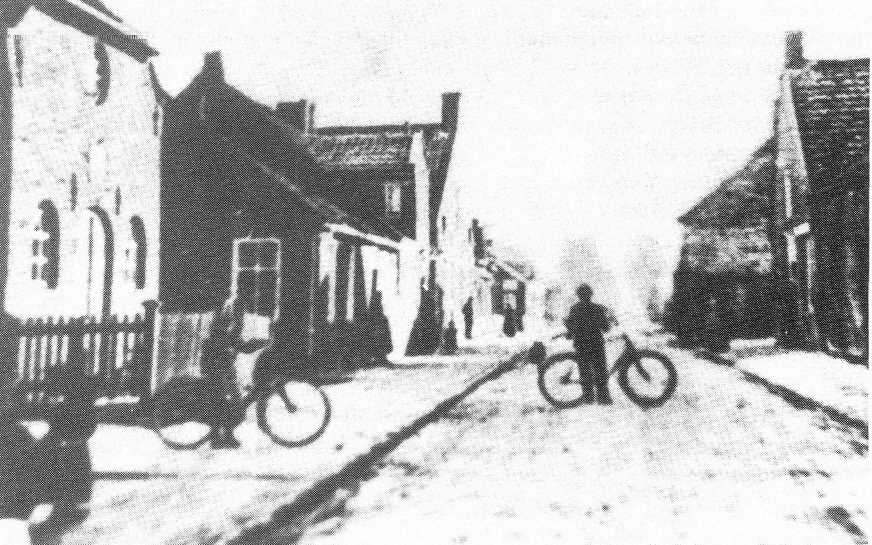
Bunde auf einer Postkarte um 1900. Vorne links ist die Vorderfront der ehemaligen Synagoge zu sehen.

Die ehemalige Synagoge in Bunde ist eine teilweise im Originalzustand erhaltene Synagoge in Ostfriesland. Die Jüdische Gemeinde Bunde ließ sie um 1846 errichten. Seit Ende des 19. Jahrhunderts bewirkten wirtschaftliche Gründe einen verstärkten Wegzug von Juden (wie auch nichtjüdischer Bevölkerungsteile) aus Bunde. In der Zeit des Nationalsozialismus verließen viele Gemeindemitglieder den Ort, so dass die Zahl der Gottesdienstbesucher nicht mehr ausreichte. Die Gemeinde verkaufte daher ihre Synagoge im Juli 1938 und löste sich danach auf. Die Synagoge steht bis heute, ist allerdings als solche durch mehrere Umbaumaßnahmen nicht zu erkennen.

## Geschichte

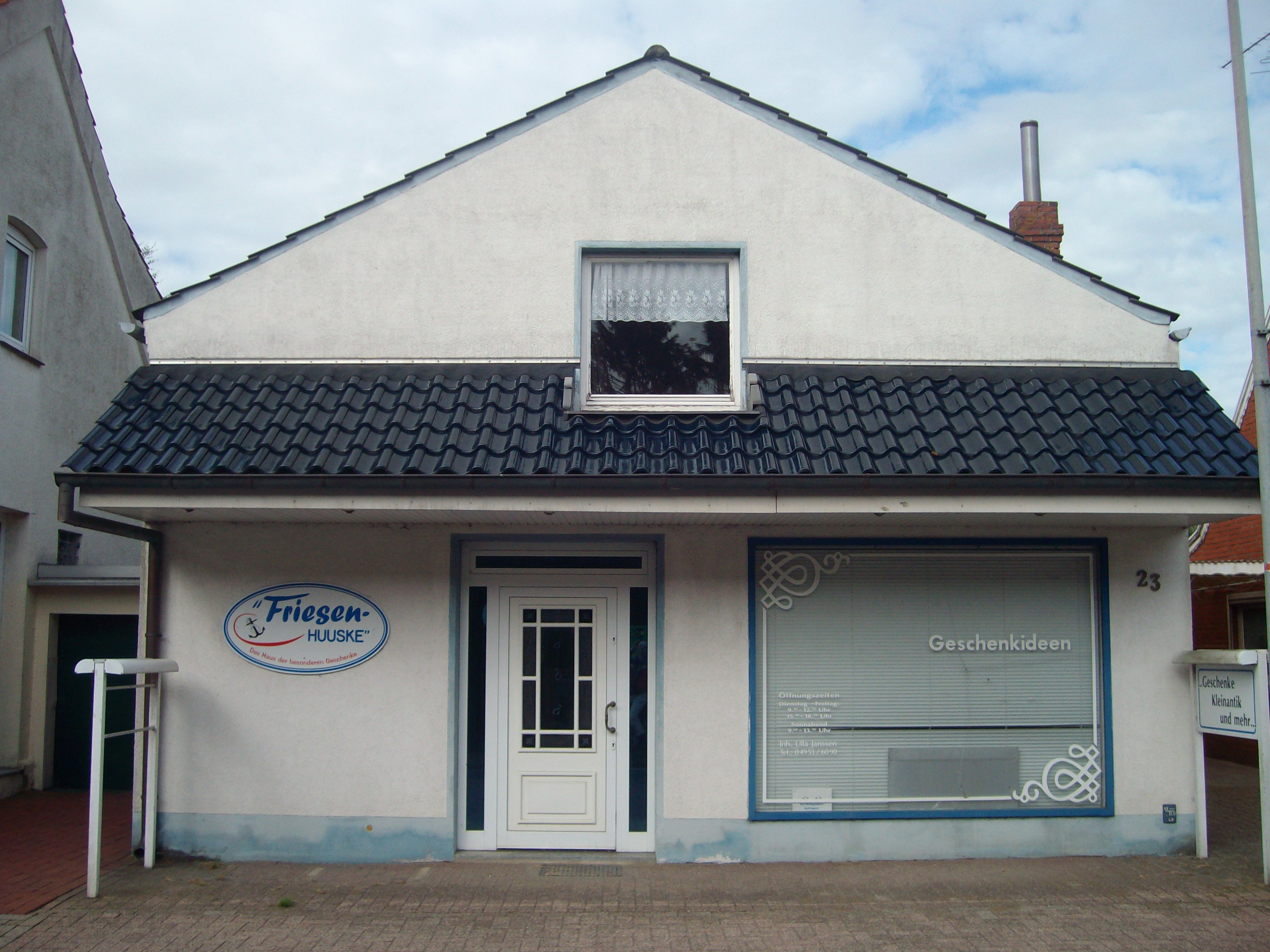
Die ehemalige Synagoge im Jahre 2012 nach mehreren Umbauten.

Die örtliche jüdische Bevölkerung, deren Anfänge wohl auf das Jahr 1670 zurückgehen, sah sich um die Mitte des 19. Jahrhunderts offensichtlich stark genug, eigene Gemeinde zu gründen und eine Synagoge zu unterhalten. Um diese finanzieren zu können, beantragte sie bei zuständigen Amt Jemgum eine Genehmigung zur Durchführung einer Kollekte. Diesen Antrag leitete das Amt an die Landdrostei Aurich weiter. In einer Stellungnahme gab die Behörde jedoch zu bedenken, dass die Zahl der in Bunde lebenden Juden zum Unterhalt einer Synagoge nach Ansicht des Amtes nicht ausreiche. Dieser Stellungnahme folgte die Landdrostei. Es lehnte die Kollekte in einem Schreiben vom 30. April 1845 ab und bat die Gemeinde, das Bedürfnis, eine Synagoge zu errichten, besser zu begründen.
Danach wurde wohl unter der Leitung von Abraham Halevy eine Synagoge an der Kreuzstraße (heute Kirchring 23) erbaut. Darauf deutet die Inschrift seines Grabsteins in Neuschanz hin. Dort heißt es: „Hier ruht ein rechtschaffener und beliebter Mann, führwahr gepriesen von jedem, Hirte seiner Gemeinde in Gerechtigkeit und Aufrichtigkeit, ihn priesen die Menschen seines Volkes, die Obersten ehrten ihn, sein Andenken soll kein Ende nehmen bis in die fernsten Geschlechter, er gab von seinem Brot an die Armen und Schwachen, er ließ fest anbringen die Tür der Synagoge und legte den Stein für ihr Fundament, das Haupt der Gemeinde und Leiter in der Gemeinschaft Bunde, der Herr Abraham, Sohn des Herrn Josef Halevi, der starb am Mittwoch, den 20. Siwan und wurde begraben am Vorabend des Sabbats am 22sten des Monats 6 2 2 (1862 Juni 18)“. Aus dem Jahr 1854 liegt zudem eine Inventarliste vor, die beweist, dass Bunde spätestens zu diesem Zeitpunkt eine Elementarschule sowie eine Synagoge unterhielt. 1883 errichtete die Gemeinde ein neues Schulgebäude, in der auch eine Mikwe untergebracht war.
Bis 1925 stieg die Zahl der jüdischen Einwohner des Ortes. Danach verschlechterte sich die wirtschaftliche Lage zusehends. Viele Gemeindemitglieder verließen daraufhin ihre Heimat. Ein ordentliches Gemeindeleben wurde damit immer schwieriger. Im Februar 1930 erklärte der Gemeindevorsteher Julius Watermann die Gemeinde auf einer Tagung der Gemeindevorsteher Nordwestdeutschlands quasi für zahlungsunfähig. Es gebe, so Watermann, kein Geld für die Bezahlung des Lehrers und die Synagoge sei bereits seit dem Laubhüttenfest des letzten Jahres geschlossen.
Im Januar 1933 lebten noch 52 Juden in Bunde. Mehr als die Hälfte davon war 40 Jahre und älter. In der Zeit des Nationalsozialismus verließen bis Anfang November 1938 insgesamt 38 weitere Gemeindemitglieder den Ort, so dass die Zahl der Gottesdienstbesucher nicht mehr ausreichte. Die Gemeinde verkaufte daraufhin ihre Synagoge im Juli 1938 an den Kaufmann Barfs. Die Abschlusspredigt in der Synagoge hielten der Landesrabbiner Samuel Blum und der örtliche Gemeindevorsteher Abraham Rieß. Danach löste sich die Gemeinde auf. Während der Novemberpogrome 1938 blieb die Synagoge unbeschädigt, obwohl es in Bunde zu Ausschreitungen gegen die örtliche jüdische Bevölkerung kam. Die Synagoge steht bis heute, ist allerdings als solche durch mehrere Umbaumaßnahmen nicht mehr zu erkennen. Seit dem 1. Juni 2015 hat das Jugendbüro der Gemeinde Bunde seinen Sitz in dem Gebäude.